# Elias P. Seeley

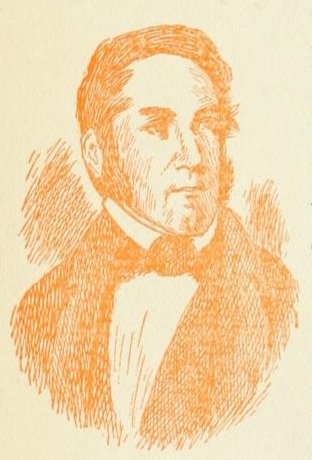
Elias P. Seeley

Elias Pettit Seeley (* 10. November 1791 in Bridgeton, New Jersey; † 23. August 1846 in Trenton, New Jersey) war ein US-amerikanischer Politiker und im Jahr 1833  Gouverneur des Bundesstaates New Jersey.

## Werdegang
Elias Seeley besuchte die öffentlichen Schulen seiner Heimat. Nach einem Jurastudium begann er im Cumberland County als Anwalt zu arbeiten. Politisch wurde er Mitglied der Whig Party. Zwischen 1829 und 1833 gehörte er dem Senat von New Jersey an; im Jahr 1833 war er dessen Vizepräsident. Nach dem Rücktritt von Gouverneur Samuel L. Southard, der ein Mandat als US-Senator in Washington, D.C. antrat, wurde Seeley von der Legislative zu dessen Nachfolger bestimmt, mit der Vorgabe, die angebrochene Amtszeit zu beenden. Damit war er zwischen dem 27. Februar und dem 23. Oktober 1833 Gouverneur seines Staates. In dieser Zeit hat er keine bleibenden politischen Akzente setzen können.
Nach dem Ende seiner kurzen Gouverneurszeit wurde er noch für einige Legislaturperioden in die New Jersey General Assembly gewählt. Elias Seeley starb im August 1846. Mit seiner Frau Jane Champneys hatte er zwei Kinder.